# Czarnków (gemeente)

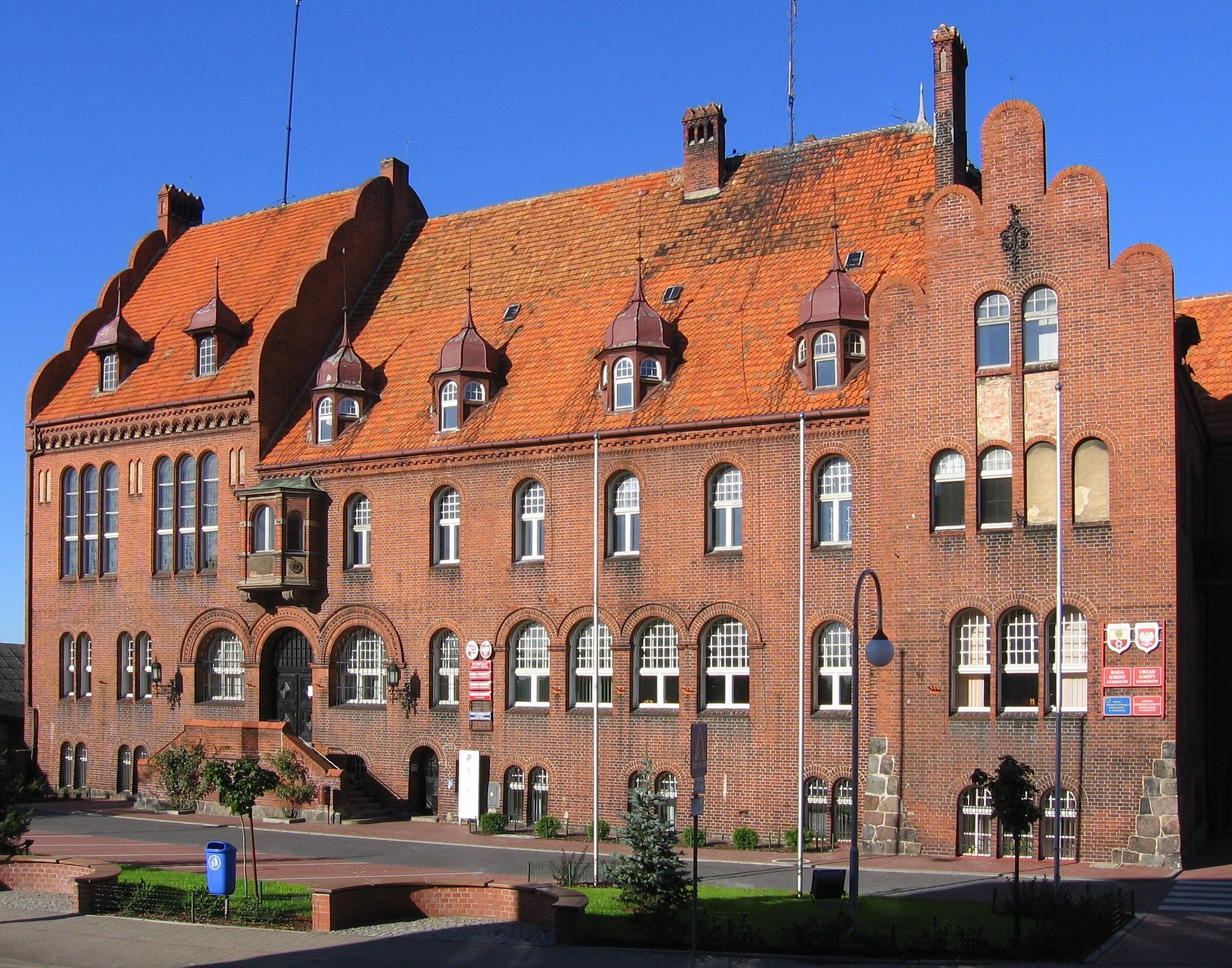
Czarnkow Starostwo

De gemeente Czarnków is een landgemeente in het Poolse woiwodschap Groot-Polen, in powiat Czarnkowsko-trzcianecki.
De zetel van de gemeente is in Czarnków.
Op 30 juni 2004 telde de gemeente 10 769 inwoners.

## Oppervlakte gegevens
In 2002 bedroeg de totale oppervlakte van gemeente Czarnków 347,78 km², waarvan:
- agrarisch gebied: 52%
- bossen: 39%

De gemeente beslaat 19,23% van de totale oppervlakte van de powiat.

## Demografie
Stand op 30 juni 2004:
| Omschrijving                   | Totaal | Totaal | Vrouwen | Vrouwen | Mannen | Mannen |
| ------------------------------ | ------ | ------ | ------- | ------- | ------ | ------ |
| eenheid                        | aantal | %      | aantal  | %       | aantal | %      |
| inwoners                       | 10 769 | 100    | 5379    | 49,9    | 5390   | 50,1   |
| bevolkingsdichtheid (inw./km²) | 31     | 31     | 15,5    | 15,5    | 15,5   | 15,5   |

In 2002 bedroeg het gemiddelde inkomen per inwoner 1360,21 zł.

## Administratieve plaatsen (sołectwo)
Białężyn, Brzeźno, Bukowiec, Ciszkowo, Gajewo, Gębice, Gębiczyn, Góra nad Notecią-Pianówka, Grzępy, Huta, Jędrzejewo, Komorzewo, Kuźnica Czarnkowska, Marunowo, Mikołajewo, Radolinek, Radosiew, Romanowo Dolne, Romanowo Górne, Sarbia-Sarbka, Śmieszkowo, Średnica, Walkowice, Zofiowo.

## Overige plaatsen
Ciążyń, Goraj-Zamek, Hutka, Paliszewo, Sobolewo.

## Aangrenzende gemeenten
Budzyń, Chodzież, Czarnków, Lubasz, Połajewo, Ryczywół, Trzcianka, Ujście, Wieleń